# Lew Sternberg
Lew (Chaim-Leiba) Jakowlewicz Sternberg (ros. Лев (Хаим-Лейб) Я́ковлевич Ште́рнберг; ur. 21 kwietnia?/3 maja 1861 w Żytomierzu, zm. 14 sierpnia 1927 w Możajsku) – rosyjski etnograf.

## Życiorys
W latach 1889–1897 badał plemiona Niwchów, Oroków i Ajnów na wyspie Sachalin. Działał w żydowskich marksistowskich organizacjach społecznych. Studiował fizykę i matematykę na Uniwersytecie Petersburskim, następnie prawo na Uniwersytecie w Noworosyjsku. Był jednym z wczesnych aktywistów marksistowskich, zrzeszonych w organizacji Narodnaja Wola. Został aresztowany 27 kwietnia 1886 r. za członkostwo w Narodnej Woli, uznanej za terrorystyczną organizację antycarską, spędził trzy lata w więzieniu w Odessie, po czym został zesłany na 10 lat do karnej kolonii na Sachalinie. Z Odessy wyruszył 19 marca 1889, do Aleksandrowska na Sachalinie przybył 19 maja 1889 r., spotkał tam Bronisława Piłsudskiego. Przebywając na zesłaniu walczył o prawa zesłańców oraz ludności tubylczej, co sprowokowało władze do umieszczenia go w odległej kolonii w Wiachtu, 100 km na pn od Aleksandrowska. Tam zaczął on swoje pierwsze obserwacje Niwchów, Oroków i Ajnów. Był znaczącą postacią w nowej podówczas dyscyplinie nauki – etnografii. Po rewolucji październikowej, w 1917 r. zorganizował wraz z Władimirem Bogorazem centrum etnograficzne na Uniwersytecie Petersburskim.